# 신촌 Blues II
《신촌 Blues II》는 대한민국의 블루스 록 밴드 신촌 블루스가 1989년 3월 1일에 발표한 두 번째 정규 음반이다. 전작에 이어 한국적 감수성과 블루스, 포크, 록, 재즈 등의 장르를 결합하여 높은 평가를 받았으며, 수록곡 〈골목길〉은 대중적으로 큰 인기를 얻었다.
이 음반은 엄인호, 이정선 등의 멤버들이 주축이 되어 제작되었으며, 김현식, 한영애, 정서용 등 다양한 보컬리스트가 참여하였다. 이들의 개성 있는 음색과 신촌 블루스 특유의 연주가 어우러져 음반의 깊이를 더했다.

## 배경
신촌 블루스는 1986년 결성된 블루스 기반의 록 밴드로, 한국적 정서를 짙게 담은 음악을 선보이며 주목받았다. 1988년 1집 발표 이후, 1989년 2집 《신촌 Blues II》에서 밴드는 기존의 음악적 색채를 유지하면서도 록, 재즈, 펑크, 포크 장르를 아우르는 보다 풍성하고 세련된 사운드를 완성하였다. 특히 〈황혼〉과 〈골목길〉 등 사랑과 이별을 주제로 한 곡들을 통해 당시의 사회 정서와 개인의 감성을 동시에 담아내며, 음악성과 대중성을 고루 갖춘 작품으로 평가받았다.

## 재발매
2017년 《신촌 Blues II》는 체코에서 제작된 180g 블루 컬러 바이닐로 재발매되었다. 총 600장이 한정 생산되었으며, 가사지와 OBI가 포함된 사양으로 음반 수집가들에게 큰 관심을 끌었다.

## 수록곡
| #            | 제목                                | 작사·작곡                         | 재생 시간 |
| ------------ | ----------------------------------- | --------------------------------- | --------- |
| 1.           | 〈황혼〉                            | 김창완                            | 3:54      |
| 2.           | 〈바람인가/빗속에서(Blues Medley)〉 | 엄인호(바람인가)/이영훈(빗속에서) | 3:51      |
| 3.           | 〈산 위에 올라〉                    | 이정선                            | 3:44      |
| 4.           | 〈환상〉                            | 엄인호                            | 3:59      |
| 5.           | 〈아무말도 없이 떠나요〉            | 이정선                            | 3:32      |
| 총 재생 시간 | 총 재생 시간                        | 총 재생 시간                      | 20:06     |

| #            | 제목                      | 작사         | 작곡         | 노래           | 재생 시간 |
| ------------ | ------------------------- | ------------ | ------------ | -------------- | --------- |
| 1.           | 〈골목길〉                | 엄인호       | 엄인호       | 김현식         | 4:49      |
| 2.           | 〈또 하나의 내가 있다면〉 | 김종진       | 김종진       | 봄여름가을겨울 | 5:05      |
| 3.           | 〈빗속에 서있는 여자〉    | 이정선       | 이정선       | 정서용         | 4:31      |
| 4.           | 〈루씰〉                  | 한영애       | 엄인호       | 엄인호         | 5:25      |
| 총 재생 시간 | 총 재생 시간              | 총 재생 시간 | 총 재생 시간 | 총 재생 시간   | 19:50     |